# Transit O-10
Transit O-10 – amerykański wojskowy satelita nawigacyjny; dziesiąty statek serii operacyjnej, satelitów Transit. Stanowił część systemu nawigacji dla okrętów podwodnych US Navy przenoszących pociski balistyczne typu UGM-27 Polaris. 

## Budowa i działanie
Zbudowany przez Naval Avionics Facility, następnie zmodyfikowany przez  Applied Physics Laboratory. Ogniwa fotowoltaiczne, które zasilały satelitę w energię elektryczną, uległy na orbicie szybszej niż zakładano degradacji z powodu dużych różnic temperatur. Dzięki zdiagnozowaniu tego problemu kolejny satelita serii miał poprawioną konstrukcję ogniw fotowoltaicznych . Satelity serii operacyjnej „O” zgodnie z projektem miały działać na orbicie przez 3 lata , jednak rzeczywisty czas działania dla pierwszych satelitów tego typu był krótszy.

## Misja
Misja rozpoczęła się 18 sierpnia 1966 roku, kiedy rakieta Scout A wyniosła z kosmodromu Vandenberg na niską orbitę okołoziemską satelitę nawigacyjnego Transit O-10. Po znalezieniu się na orbicie satelita otrzymał oznaczenie COSPAR 1966-076A .
Satelita pozostaje na relatywnie stabilnej orbicie, która wynosi około 1040 x 1090 kilometrów .